# Σ-Baryon
Die drei Σ-Baryonen, auch Sigma-Baryonen, sind Baryonen, die aus einem Strange-Quark sowie allen Paarkombinationen von Up- und Down-Quark bestehen. Sie besitzen Spin 1⁄2, Isospin 1 und werden durch ihre elektrische Ladung gekennzeichnet: Σ+, Σ0 und Σ −.
Die Σ-Baryonen gehören zu den Hyperonen.

## Beschreibung

Das Baryon-Oktett (Spin)

Die Σ-Baryonen gehören dem SU(3)-Oktett an.
Die geladenen Σ-Baryonen zerfallen zu beinahe 100 % in ein Nukleon und ein Pion. Dabei kann das Σ− aufgrund seiner negativen Ladung nur in ein Neutron und ein π− zerfallen, wogegen das Σ+ mit gleicher Wahrscheinlichkeit in ein Neutron und ein π+ wie in ein Proton und ein π0 zerfällt und deshalb eine nur etwa halb so große Lebensdauer hat.
Das ungeladene Σ0 zerfällt mit nahezu 100 % Wahrscheinlichkeit in ein Λ-Baryon und ein Photon. Dieser Zerfall erfolgt mittels der elektromagnetischen Wechselwirkung, so dass dieses Teilchen deutlich kurzlebiger als die geladenen Σ-Baryonen ist.

## Angeregte Zustände

Das Baryon-Dekuplett (Spin)

Die Σ-Baryonen besitzen angeregte Zustände, die denselben Quarkinhalt, aber nicht unbedingt denselben Spin haben. Sie sind weitaus kurzlebiger, weil sie über die starke Wechselwirkung zerfallen können. Der erste angeregte Zustand, der auch als Σ*-Baryon bezeichnet wird, hat den Spin 3⁄2 und ist Teil des Baryon-Dekupletts. Er ist etwas schwerer als die Σ-Baryonen (Σ*−: 1387 MeV/c2, Σ*0: 1384 MeV/c2, Σ*+: 1383 MeV/c2).
Die Σ*-Baryonen zerfallen zum größten Teil über die starke Wechselwirkung in ein Pion und ein Σ-Baryon oder in ein Pion und ein Λ-Baryon. Zu einem geringen Anteil (1,3 %) zerfällt das Σ*0-Baryon elektromagnetisch in ein Λ-Baryon und ein Photon.
Insgesamt kennt man (wenn man die drei Ladungszustände immer nur als ein Teilchen zählt) ziemlich sicher 9 Σ-Baryonen (existence is certain und existence ranges from very likely to certain) und hat Hinweise auf 16 weitere.